# Альваро Галіндо
Альваро Галіндо (фр. Álvaro Galindo) - аргентинський професійний регбіст. Від 2008 року, Альваро грав в клубі Рейсінг 92 на задній лінії. Почавши з сезону 2013 грає за аргентинську команду Тукуман.